# Філліс Мадфорт-Кінґ
Філліс Мадфорт-Кінґ (англ. Phyllis Mudford King; 23 серпня 1905 — 27 січня 2006) — колишня британська тенісистка.
Найвищу одиночну позицію світового рейтингу — 7 місце досягла 1930 року.
Перемагала на турнірах Великого шолома в парному розряді.

## Фінали турнірів Великого шолома

### Парний розряд (1–1)
| Результат | Рік  | Турнір               | Покриття | Партнерка            | Суперниці                 | Рахунок       |
| --------- | ---- | -------------------- | -------- | -------------------- | ------------------------- | ------------- |
| Перемога  | 1931 | Вімблдонський турнір | Трава    | Дороті Шеферд-Баррон | Доріс Метакса Жосан Сіґар | 3–6, 6–3, 6–4 |
| Поразка   | 1937 | Вімблдонський турнір | Трава    | Елзі Піттмен         | Сімонн Матьє Біллі Йорк   | 3–6, 3–6      |